# Ambras (band)
Ambras is een band uit Zeeuws-Vlaanderen, uit het Land van Hulst. Het kwartet bestaat sinds 1981 en zingt vooral bewerkingen van oude liedjes die door gitarist en zanger Piet Scheerders worden vertaald naar het Zeeuws-Vlaams. Naast Scheerders bestaat de band uit Hans van Bellen (gitaar en zang), Rob van Bellen (viool) en Jos Neve (accordeon, bas en zang).
Ambras trad vaak op als begeleidingsgroep van Engel Reinhoudt. Met het nummer Miel de Piel bereikte Ambras de twaalfde plaats in de Zeeuwse Top-40 van 2007. De groep ontving in 2011 de Culturele Prijs van de Stad Hulst. In 2021 werd het veertigjarig bestaan gevierd.

## Discografie
- Van verre gekomen (1988)
- Op 't randje (1990)
- 't Wier tijd (1996)
- Hé ja! Dat ken ik! (1997)
- 'k Èn beet..! (2000)
- Tot botskes..! (2006)
- Nie' joagen..! (2010)
- Voor anker..! (2016)